# Sophronica minuta
Sophronica minuta är en skalbaggsart som först beskrevs av Hermann Julius Kolbe 1894.  Sophronica minuta ingår i släktet Sophronica och familjen långhorningar. Inga underarter finns listade i Catalogue of Life.